# Breanna Hargrave
Pour les articles homonymes, voir Hargrave.
Breanna Hargrave, née le 9 février 1983 à Adélaïde est une coureuse cycliste australienne, spécialisée dans les épreuves sur piste.

## Palmarès sur route
- 2018
  - 2e du Tour of South West

## Palmarès sur piste

### Championnats d'Océanie
| Édition / Épreuve | 500 mètres | Vitesse individuelle | Vitesse par équipes | Poursuite par équipes | Américaine                  |
| Melbourne 2016    | Bronze     |                      |                     |                       |                             |
| Cambridge 2017    | Bronze     |                      |                     | Bronze                | Argent (avec Maeve Plouffe) |
| Adélaïde 2018     |            |                      |                     | Bronze                |                             |
| Brisbane 2022     | Bronze     | Bronze               | Argent              |                       |                             |
| Brisbane 2023     |            | Bronze               | Bronze              |                       |                             |

### Championnats d'Australie
- 2015
  - 2e du 500 mètres
- 2016
  - 2e de la vitesse par équipes
- 2017
  -  Championne d'Australie du 500 mètres
  -  Championne d'Australie de la poursuite par équipes
- 2018
  -  Championne d'Australie de la poursuite par équipes
  - 3e du 500 mètres
- 2019
  - 3e du keirin
- 2020
  - 2e du scratch
  - 2e du 500 mètres
  - 2e du keirin
  - 2e de la vitesse
  - 3e de la vitesse par équipes
- 2021
  -  Championne d'Australie de la poursuite par équipes
  - 2e du 500 mètres
  - 2e de la vitesse
  - 3e du keirin
  - 3e du scratch
  - 3e de la vitesse par équipes
- 2022
  - 2e du 500 mètres
  - 2e de la vitesse
- 2023
  - 2e du 500 mètres
  - 3e de la vitesse
  - 3e de la vitesse par équipes
  - 3e du keirin

## Autres
- 2013
  - 3e de Invercargill - vitesse
- 2016
  - 3e de ITS Melbourne - omnium
- 2017
  - 3e de ITS Melbourne - omnium